# ワカバウォーク
ワカバウォーク (Wakaba Walk) は、埼玉県鶴ヶ島市にある複合商業施設。

## 概要
当ショッピングセンターはヤオコーの子会社であるヤオコープロパティマネジメントが運営・管理するネイバーフッド型ショッピングセンター (NSC) 「ザ・マーケットプレイス」の1施設である。
建物は小型ショッピングセンターでは一般的な通路が屋外となるオープンモール形式でありながら2階建てとなっており、3棟の建物とそれを結ぶ連絡通路から構成される。連絡通路の途中には中央広場が設置され、多彩なイベントを実施している。店舗数56店舗、立体駐車場1,200台を備える。

## テナント
スーパーマーケットのヤオコーを核店舗とし、ユナイテッド・シネマ（後述）やコルモピア、ユニクロ・GU、無印良品や丸広百貨店のサテライト店舗「まるひろmini」などが出店している。

### ユナイテッド・シネマわかば
ユナイテッド・シネマわかば（英: United Cinemas Wakaba）は、ワカバウォークの北棟2階にある映画館（シネマコンプレックス）。
概要
ワカバウォークのグランドオープンより4日前の2004年6月26日に『シネプレックスわかば』としてオープンし、2016年7月23日に現在の名称に変更された。
スクリーン
全スクリーンがデジタル音響システムに対応し、メインスクリーンを含む3館にはHDCS（ヘラルド・ダイナミック・クリアー・サウンド）を導入している。また、2010年にはデジタル3Dシネマシステム（RealD方式）も導入された。加えて2016年のリニューアルオープンからは体感型アトラクション・シアター4DXを導入している。
| スクリーンNo. | 収容人数 | 収容人数 | 収容人数 | スクリーンサイズ | 音響設備    | その他               |
| スクリーンNo. | 一般席   | 車椅子   | 定員     | スクリーンサイズ | 音響設備    | その他               |
| ------------- | -------- | -------- | -------- | ---------------- | ----------- | -------------------- |
| NO.1          | 417      | 1        | 418      | 6.4 x 15.4m      | 5.1ch・HDCS |                      |
| NO.2          | 165      | 1        | 166      | 5.6 x 10.3m      | 5.1ch       |                      |
| NO.3          | 165      | 1        | 166      | 5.6 x 10.3m      | 5.1ch       | デジタル3D （RealD） |
| NO.4          | 165      | 1        | 166      | 5.6 x 10.3m      | 5.1ch       |                      |
| NO.5          | 112      | 0        | 112      | 5.8 x 13.8m      | 5.1ch・HDCS | 4DX                  |
| NO.6          | 290      | 1        | 291      | 5.8 x 13.8m      | 5.1ch・HDCS |                      |
| NO.7          | 146      | 1        | 147      | 5.6 x 10.3m      | 5.1ch       |                      |
| NO.8          | 116      | 1        | 117      | 4.7 x 8.7m       | 5.1ch       |                      |
| NO.9          | 146      | 1        | 147      | 5.6 x 10.3m      | 5.1ch       |                      |

## アクセス
東武鉄道東上線 若葉駅東口より連絡橋で直結している。
車の場合、立体含む有料駐車場が併設されており、入庫後は1時間無料、買い物や映画鑑賞などで最大4時間まで無料となる。